# أحمد عقل (ممثل)
أحمد عقل هو ممثل مصري بدأ التمثيل عندما كان طفل ثم غاب فترة طويلة عن الشاشة وعاد ويعمل الآن مخرجًا للإعلانات.

## السيرة الذاتية
أحمد عقل فنان مصري بدا التمثيل وهو طفل وكان أحد الأطفال المميزين في تاريخ السينما، هو ابن سمير صبري في فيلم «جحيم تحت الماء» وهو سقراط طفل الشارع الذي يسعى للاطلاع في «العفاريت» وقد اشتهر عقل لحضوره الكبير وأداءه الهادئ المحبب. والده يعمل ضابط شرطة غاب بعد ذلك أحمد عقل عن الجماهير بعد أن استطاع أن يترك بصمة كبيرة لدي قلوب الجماهير بالأدوار التي شارك فيها، يذكر أن فيلم العفاريت قد حقق نجاح كبير وأحد الأفلام البارزة على مدي التاريخ، وعاد أحمد عقل من جديد بعد غيابة فترة طويلة عن الوسط الفني، حيث أنه يعمل الآن بإخراج الإعلانات وهو مخرج إعلانات حاليا بارز ومحب للمجال الذي يعمل به حاليا.

## أعماله

### أفلام
- ابن الجبل: 1992-طفل
- الراقصة والسياسي: 1990-طفل
- العفاريت: 1990-سُقراط (فليسوف الغبرة)
- المذنبون الأبرياء: 1990-طفل
- قضية سميحة بدران: 1990-طفل
- جحيم تحت الماء: 1989-الطفل علي
- التحدي: 1988-الطفل عادل ابن هدى
- بنات إبليس: 1984-طفل

### مسلسلات
- قمر سبتمبر: 2003
- الرجل المنتظر: 2002
- حرس سلاح: 2002
- شمس منتصف الليل: 2002
- الحنين إلى الماضي: 1999-شادي
- سقوط الأقنعة: 1998
- حديقة الصغار: 1995-طفل
- عمر بن عبد العزيز: 1994-عمر بن عبد العزيز (صبياً)
- الوعد الحق: 1993-حبيب بن زيد بن عاصم
- ليالي الغضب: 1993
- المنزل الخلفي: 1992-طفل
- ساعة ولد الهدى: 1992-طفل
- ماما نور: 1992-طفل
- ولا يزال الحب مستمرا: 1992-طفل
- وداعا يا ربيع العمر: 1991-طفل
- أبدًا لم يكن حبًا: 1990-الطفل (طارق)
- الغفران: 1990-طفل
- الرجاء التزام الهدوء: 1989-طفل
- زهرة من بستان: 1989-طفل
- سنوات الصبر: 1989-طفل
- فتى الأندلس: 1989-طفل
- محاكمة الجيل: 1989-كريم - طفل
- الزائرون: 1988-طفل
- لا إله إلا الله ج4: 1988-جاد
- الطبري: 1987-طفل
- فرفشة ج2: 1987-طفل
- الأنصار: 1986-طفل
- دمعة على خد القمر: 1985-طفل ياسر
- من القصص العالمي للأطفال: 1985
- مدينة العباقرة: 1982-طفل
- جماد من لحم-طفل
- زهور تتفتح-طفل
- من قصص القرآن-طفل
- نداء الفجر

### سهرة تليفزيونية
- الساعة اللي اتكلمت: 1991
- القرش الأخير: 1991
- نوارة: 1983-طفل
- أزهار من البيت القديم-طفل
- الرياح قادمة-طفل
- امرأة من الماضي-طفل وليد
- حادثة قطار-طفل
- حتى تعودي-طفل
- حكم القدر-طفل
- ساعة بعمر انسان-الطفل احمد فهمى الحلوانى
- قطر الندى-طفل
- لا تقتلوا العصافير-طفل نبيل
- يومين لله-طفل

### أخرى
- برنامج: حياتي: 1988 - طفل
- مسرحية: الكناريا المغردة-طفل